# Riding Mountain National Park
Riding Mountain National Park  er en nationalpark i den sydvestlige del af provinsen Manitoba i Canada, omkring 225 kilometer nordvest for Winnipeg. I parken ligger byen Wasagaming, der er udgangspunkt for turismen i området. Parkens areal er 2.976 kvadratkilometer.
Den første beskyttelse af naturen i områder blev oprettet i året 1929, og i 1933 fik området officiel status som nationalpark. 1986 blev nationalparken og de omliggende områder udpeget til biosfærereservat af Unesco, med navnet Riding Mountain Biosphere Reserve. Landskabet er varieret med bjerge, dale, floder, søer, vådområder, skove og mere åbne græsjorde. Omgivelserne omkring parken består hovedsageligt af landbrugsområder.
Dyrelivet inkluderer flere store pattedyr som elg, virginiahjort, ulv , canadisk los, puma, sortbjørn og canadagås. Der er også en mindre flok bison. Riding Mountain National Park er også kendt for sine vilde blomster, idet der er en enestående vegetation og mange arter der ikke findes andre steder i  prærieregionen i Canada.